# Molinaea brevipes
Molinaea brevipes är en kinesträdsväxtart som beskrevs av Ludwig Radlkofer. Molinaea brevipes ingår i släktet Molinaea och familjen kinesträdsväxter. Inga underarter finns listade i Catalogue of Life.